# Франкофония (организация)

Бывшие французские колонии, заморские территории и доминионы

Французский язык в мире
Тёмно-синий: родной язык (точки — города с носителями языка как родного, обычно меньшинство населения);
Синий: язык администрации;
Голубой: язык культуры

Франкофо́ния (фр. l’Organisation internationale de la Francophonie (OIF)) — международная организация франкоязычных стран (МОФ). Объединяет 53 члена, 5 ассоциированных членов, представляющих государства или правительства, а также 32 члена-наблюдателя; членство ещё 3 стран (Буркина-Фасо, Нигер, Мали) пока приостановлено .
МОФ оказывает своим 90 сотрудничающим в ней политическим субъектам поддержку в разработке или консолидации их политики, осуществляет международную политику и действия по многостороннему сотрудничеству в соответствии с четырьмя основными задачами:
- Продвижение французского языка, поддержка многоязычия и культурного разнообразия.
- Содействие миру, демократии и правам человека.
- Поддержка образования, профессиональной подготовки, высшего образования и исследований.
- Развитие экономического сотрудничества на благо устойчивого развития.
- Особое внимание во всех мероприятиях OIF уделяет молодёжи и женщинам, а также цифровым технологиям.

OIF реализует франкоязычное многостороннее сотрудничество совместно с Парламентской ассамблеей франкоязычных стран (APF) и четырьмя операторами: Университетским агентством франкоязычных стран (AUF), международной франкоязычной телекомпанией TV5Monde, Международной ассоциацией франкоязычных мэров (AIMF) и Александрийским университетом Сенгор.
Главным критерием для вступления в организацию считается не степень владения французским языком населения того или иного государства (хотя это приветствуется), а наличие культурных связей с Францией, сложившихся на протяжении десятилетий и даже веков. Так, например, Армения член этой организации, а Украина и страны Прибалтики являются наблюдателями. Франция и Россия укрепляли взаимодействие между гражданскими обществами другим способом: посредством форума «Трианонский диалог».
В современном виде Франкофония существует с 1970 года. Девизом организации служит французское изречение «Равенство, взаимодополняемость, солидарность» (фр. «égalité, complémentarité, solidarité»).

## История организации
Впервые термин «Франкофония» был употреблён в 1880 году французским географом Онезимом Реклю, который в своей научной классификации жителей планеты решил исходить от языка, на котором они говорят. Вплоть до официального учреждения Франкофонии как международного института это понятие обозначало географические территории, где распространён французский язык, или совокупность людей, говорящих по-французски. В 1968 году слово «Франкофония» входит в словари, где получает два основных значения:
1. говорить по-французски, «быть франкофоном»;
2. сообщество, состоящее из народов, говорящих на французском языке.

Статистические данные, представляющие число франкофонов, разнятся. Это объясняется тем фактом, что существует несколько уровней Франкофонии: во-первых, принимаются во внимание жители стран, где французский язык является единственным официальным языком, или сосуществует с другими официальными языками. Следом идут жители тех стран, которые выбрали французский языком коммуникаций параллельно с языком своей страны: это вариант многих африканских стран. Третья категория представлена людьми, которые пользуются французским языком как инструментом культуры — в этих странах язык изучают дополнительно по выбору в системе среднего и высшего образования как, например, в странах Магриба, Египте, Бразилии, Аргентине, Польше, России и др.
В 1958—1960 годах Франция предоставила независимость большей части своих африканских колоний. И уже в начале 1960-х годов такие лидеры бывших колоний, как Л. С. Сенгор (Сенегал), А. Диори (Нигер), Х. Бургиба (Тунис), а также Н. Сианук (Камбоджа) начали предлагать проекты по сохранению солидарности и прочных связей с бывшей метрополией. Если, например, Сенгору такой проект казался «обращённым к культурным и лингвистическим вопросам» (он заявлял: «На развалинах колониализма мы нашли этот удивительный инструмент — французский язык»), то Бургиба выступал за регулярные переговоры между франкофонными странами.
Президент Франции Де Голль посчитал преждевременными такие предложения, однако идеи африканских лидеров становились все популярнее и ещё найдут своё воплощение на первом Саммите Франкофонии (1986 год). Французский язык, несмотря на официальный статус в большинстве бывших африканских колоний, мало распространён в повседневном общении. Однако не случайно лидеры именно этих государств были инициаторами создания Франкофонии: французский язык играет в этих странах огромную роль. Этот язык применяется в сфере административного управления, имеет то или иное распространение в образовательной сфере, является языком политических элит, интеллигенции, большая часть современной прессы выходила и выходит на французском языке. Кроме того, язык является способом интеграции и объединения множества мелких этнических и племенных групп внутри стран. Французский — язык международного общения африканских государств. Развивая сотрудничество с Францией и развитыми франкофонными странами Севера (Швейцария, Бельгия, Канада), страны Африки также решают экономические проблемы, получая «доступ к модернизации». Если последний фактор в наибольшей степени касается Африки, то остальные справедливы и для других франкофонных государств Юга.
Франкофония, возникшая на пространстве бывшей колониальной империи Франции, часто сравнивается с Содружеством наций. Организация с самого начала позиционировала себя как противовес данному объединению. Французские исследователи считают, что «Французская империя… оставила глубокий след в бывших колониях», выражающийся в особенностях административной системы и «в культурном и лингвистическом распространении французского языка». Известно, что Франция, в отличие от Великобритании, применяла прямой способ управления колониями. Именно такое политическое и культурное наследие позволило сделать французский язык средством установления взаимодействия между разнообразными культурами. В отличие от Содружества, МОФ базируется на общности языкового и культурного наследия, а не на факте принадлежности членов к бывшей колониальной империи, и «опасается… обращаться к колониальному прошлому», что делает её «гораздо более открытой» для вступления. Именно поэтому Франкофония может расширяться и именно в неё, а не в Содружество, вступают новые и новые страны (в том числе, не входившие во Французскую колониальную империю: например, Гвинея-Бисау, Греция, Молдавия). При этом весьма либеральные условия вступления и факт присоединения многих нефранкофонных стран можно интерпретировать и как воплощение риторики по защите культурного разнообразия (Содружество ассоциируется с унификацией), и превалирования геополитического фактора над формально-лингвистическим. С другой стороны, Франкофония задумывалась и не как экономическое объединение, становящееся наднациональным (например, ЕС) и стирающее культурную идентичность. Франкофония соединяет призывы к активной культурной идентификации и необходимость интеграции, и в этом одно из её преимуществ. Однако есть и мнения, что Франкофония является «плохо завуалированным культурным империализмом».
На начальном этапе в сотрудничестве франкофонных стран преобладал культурный фактор. Так, в 1960 году была создана Конференция министров национального образования франкофонных государств (CONFEMEN), первый из официальных институтов Франкофонии. Он является «форумом по информации, разработке решений и сотрудничеству» и сейчас функционирует в тесной взаимосвязи с МОФ. В 1961 году была создана Ассоциация университетов, использующих полностью или частично французский язык (AUPELF), сейчас имеющая статус Агентства университетов Франкофонии. В 1967 году была создана Международная ассоциация депутатов французского языка (AIPLF), сейчас являющаяся Парламентской ассамблеей Франкофонии (APF). Знаменательно то, что если создавалась она «представителями пространства Франкофонии, желающими участвовать в распространении французского языка», то в 1997 году её комиссии вели деятельность в областях «сотрудничества и развития, образования, коммуникаций и культурной деятельности, политики и управления, парламентской деятельности», а в настоящее время «она участвует в становлении и усилении демократических институтов», организует «межпарламентское сотрудничество», деятельность в области «мира, демократии и прав человека». Таким образом, произошла существенная политизация и расширение функций данной организации. В 1969 году была создана Конференция министров молодёжи и спорта (CONFEJES), которая с 1985 года организует Игры Франкофонии в форме встреч спортсменов. На протяжении дальнейшей истории Франкофонии создавались и другие культурные организации. Например, с 1984 года функционирует TV5, спутниковый канал, работающий 24 часа в сутки и имеющий мировое вещание; сегодня он имеет статус оператора Франкофонии. Такие СМИ на французском языке, пропагандирующие западные ценности, оказывают существенное модернизирующее влияние на общества франкофонных стран, в том числе тех, где имеет место арабизация и рост исламского фундаментализма (например, Алжир). В 1989 г. был создан Международный университет французского языка для развития Африки (Университет Сенгора в Александрии). Он имеет важное значение для подготовки высокопрофессиональных специалистов в области развития (что уже само про себе представляет и политическое, и экономическое значение).
Однако с 1970-х гг. начинается качественно новый этап развития Франкофонии. В 1969 г. была проведена первая конференция франкофонных государств в Ниамее (Нигер). С 20 марта 1970 г. начинается история институциональной Франкофонии, то есть принципиально новый уровень координационных усилий государств-членов: было создано Агентство по культурному и техническому сотрудничеству (ACCT). Его проект был разработан Общей Афро-Малагасийской Организацией (OCAM), Хартия ACCT была подписана в Ниамее 21 государством. То, что Агентство было создано лишь в 1970 г., можно объяснить тем, что Франция опасалась «имиджа колонизаторов», даже при том, что идеи подобной организации выдвигались именно лидерами бывших колоний. Сотрудничество в начале в велось в основном в технической сфере. Однако необходимо было придать Франкофонии большую значимость в политических и экономических делах. Л. С. Сенгор выступал за проведение Саммита Франкофонии. В 1973 г. в Париже впервые состоялся франко-африканский саммит (то есть не присутствовали Канада и Квебек из-за напряжённости между Парижем и Оттавой по вопросу о возможности признания Квебека государством-участником). С 1986 г. проводятся Саммиты Франкофонии, на которых присутствуют все государства-члены, затрагиваются важнейшие политические и экономические вопросы, принимаются программы по сотрудничеству, решатся вопросы о присоединении новых членов. В работе Саммитов участвуют государства с четырьмя статусами: полноправные члены, регионы, ассоциированные государства, наблюдатели; предусмотрен также статус «специального гостя» для территорий, не имеющих государственного статуса, но участвующих в Саммитах и в каких-либо программах Организации (например, это Валь-д’Аоста, Луизиана, Каталония). Безусловно, широкий круг статусов способствует увеличению числа государств, так или иначе участвующих в деятельности Франкофонии, уважающих французскую культуру и язык как альтернативный английскому способ международного общения. Все это повышает международное влияние Франкофонии.
Первый Саммит прошёл в Париже в 1986 г. На Саммит прибыли главы государств и правительств 41 франкофонного государства, основная цель состояла в определении главных направлений совместной деятельности. Были выработаны 28 практических решений в рамках трёх стратегических направлений: 1) «постоянное согласование действий, позволяющее играть реальную роль в мировом равновесии»; 2) «французский язык, способ прогресса и модернизации»; 3) «учреждение конкретных и активных программ». Стремление играть важную роль в международных отношениях и «мировом равновесии» является, безусловно, больше политическим и экономическим, нежели культурным, направлением развития, не исключающим даже деятельность в сфере безопасности. Французский язык теперь рассматривается не как исключительно культурный вектор, а связывается с такими политическими и экономическими категориями, как «прогресс» и «модернизация». Установление же конкретных программ позволяет говорить о переходе от деклараций к реальным действиям.
На втором Саммите в Квебеке (Канада, 1987) происходила дальнейшая институционализация Франкофонии; произошло усиление её экономической роли: был создан Деловой форум Франкофонии (Forum francophone des affaires). Франкофония заявила о себе как об акторе мировой политики: были приняты резолюции по важнейшим международным сюжетам (ситуация в Чаде, Ливане, на Ближнем Востоке; экономическая ситуация в мире, окружающая среда).
Третий Саммит в Дакаре (Сенегал, 1989) важен в контексте начала диалога Север-Юг в рамках Франкофонии. Было принято решение, воплощавшее в себе не обещания, а реальную помощь Африке: Ф. Миттеран предложил списать долг в 16 млрд франков 35 африканским государствам.
Диалог Север-Юг был продолжен на Саммите в Шайо (Франция, 1991): развитые страны провозгласили в качестве условия экономической помощи необходимость демократизации африканских режимов, развивающиеся же настаивали на невозможности самих демократических преобразований без экономической помощи. Таким образом, экономическое и политическое измерения деятельности Франкофонии переплетаются и продолжают активизироваться.
На Саммите в Маврикии (1993) было принято несколько важных политических и экономических решений. Касательно политической сферы, обсуждались два сюжета: «Права человека и развитие», «единство в многообразии». Решения по этим вопросам позволили Франкофонии утвердиться в качестве заметного участника международных отношений. Примечательно высказывание премьер-министра Маврикия Анируда Джагнота: «Франкофония не может… оставаться на оборонительных позициях до того момента, когда сложится консенсус по поводу необходимости более сильного присутствия нашего сообщества в политической и дипломатической сферах. Мы должны принять меры, чтобы ясно сообщить миру и дать понять роль, которую мы… собираемся играть. Пришёл час для Франкофонии утвердиться как реальной силе… для достижения мира на Земле». Были приняты резолюции на тему мира и демократии, в которых подчёркивалась важность деятельности по поддержанию мира с помощью механизмов ООН. На Саммите было признано, что «экономика является одним из неотделимых элементов культуры народов», что знаменует установление связи между культурным и экономическим векторами деятельности Франкофонии. Были разработаны основные параметры экономического сотрудничества между членами, в том числе в рамках ГАТТ.
На Саммите в Котону (Бенин, 1995) произошли важные изменения политического, экономического, институционального характера. Новый президент Франции Ж. Ширак выступил за придание Организации качественно нового политического измерения; был принят ряд политических резолюций. Важным фактом для усиления политической значимости Франкофонии явилось учреждение должности Генерального Секретаря, получившего большую часть политических функций и ответственного за деятельность всей Организации, что устранило двойственность функций некоторых органов и укрепило всю Франкофонию. ACCT стала Агентством Франкофонии во главе с Генеральным Администратором, ответственным перед Генеральным Секретарём, и приобрела роль главного оператора Франкофонии. Внимание на Саммите также уделили таким важным экономическим вопросам, как «региональное экономическое сотрудничество и интеграция, поддержка частных предприятий и партнёрства предприятий и действия, благоприятствующие усилению экономии».
Саммит в Ханое (Вьетнам, 1997) стал одним из самых важных в истории Организации. Первым Генеральным Секретарём, с целью придания Франкофонии «её полного политического измерения», стал Бутрос Бутрос-Гали (большое значение имеет сама личность, так как Бутрос-Гали являлся Генеральным Секретарём ООН и поэтому априори имеет определённый политический вес и опыт). Существенно усиливается значение Франкофонии в международных отношениях в мировом масштабе; с этого Саммита она «сможет действовать для того, чтобы планета не испытала разрушительных эффектов унифицированной культуры». Очевидно, что усиливается её неприятие мирового доминирования английского языка. Важно отметить и то, что на данном Саммите обсуждались проблемы предотвращения конфликтов в государствах-членах (сфера безопасности), Организация также включилась в деятельность мирового сообщества по обеспечению прав человека (юридическая сфера). Что касается экономического сотрудничества, то к этому периоду, несмотря на многочисленные политические решения, не удалось добиться значимых результатов. Сказывались и сказываются как объективные причины (очень большое разнообразие стран Франкофонии как в географическом, так и в социально-экономическом плане, слабость экономических контактов Север-Юг), так и субъективные (нежелание инвестировать в страны Юга, «афропессимизм» европейских компаний). Однако в настоящее время можно констатировать, что экономическое пространство Франкофонии добилось существенных успехов в реализации многих проектов, совершенствовании экономических отношений между Севером и Югом.
На Саммите в Монктоне (Канада, 1999) внимание глав государств и правительств было обращено к проблеме укрепления демократии в государствах Франкофонии; впоследствии данный вопрос будет более подробно обсуждаться на симпозиуме об итогах и конкретных предложениях об опыте демократии во Франкофонии (2000 г.). Саммит в Бейруте (Ливан, 2002) очень важен в контексте политизации Франкофонии. Впервые Саммит был проведён в арабской стране. Была принята Бейрутская декларация (она будет рассмотрена ниже); в связи с терактами 11 сентября 2001 г. был осуждён международный терроризм, нетерпимость, заявлено о приоритете диалога культур в поддержании мира на планете; в Декларацию были внесены решения по важнейшим вопросам мировой политики. Генеральным Секретарём стал бывший президент Сенегала Абду Диуф. Важно отметить и то, что на Саммите присутствовал Алжир в качестве специального гостя ливанского правительства, что может знаменовать начало смягчения противоречий между Францией и этой бывшей её колонией. Интересно решение Саммита об ужесточении условий принятия во Франкофонию новых членов, что объясняется желанием «скорее углубления, чем расширения» взаимодействия между членами. Очевидно, это отражает тенденцию к превращению Франкофонии из культурного форума в чётко организованную структуру, имеющую конкретных участников и чёткие политические и экономические цели. Однако статус наблюдателя остался доступным для стран, заинтересованных в части в делах Франкофонии, что вписывается в логику политического интереса расширения и риторику культурного разнообразия.
В ноябре 2002 г. Международный симпозиум (Бамако, Мали) об итогах опыта демократии, правах и свободах на пространстве Франкофонии принял важнейший документ, касающийся демократии, прав человека, их защиты, — Декларацию Бамако. Этот шаг явился важнейшим показателем участия Франкофонии в международной политической и юридической жизни.
На Десятом Саммите в Уагадугу (Буркина-Фасо, 2004) были приняты два очень значимых документа: Декларация Уагадугу (основная идея — «единое пространство для долговременного развития», будет рассмотрена ниже в контексте политических вопросов) и «Стратегический десятилетний план» (2005—2014), являющийся выражением серьёзности целей Франкофонии, её способности вырабатывать долговременные стратегии развития и приоритетные направления конкретной деятельности. Был принят ряд политических решений (ситуация в Кот-д’Ивуаре, на Ближнем Востоке); было уделено внимание информационному сообществу (что также является одним из приоритетов деятельности Франкофонии).
В Антананариву (Мадагаскар) 23 ноября 2005 г. Конференция министров Франкофонии приняла новую Хартию Франкофонии, установившую новое название организации — Международная Организация Франкофония (МОФ).
Одиннадцатый Саммит Франкофонии проходил в Бухаресте (Румыния) в 2006 г., его темой было «Образование и новые информационные технологии».
На протяжении своего развития объединение превратилось из исключительно культурного в организацию, претендующую на существенное влияние в международных отношениях, в частности, в сферах политики, экономики, безопасности, информационных технологий, что, в свою очередь совмещается с активной культурной деятельностью. Франкофония приняла ряд важных решений и документов в этих областях и составила стратегию своего будущего развития.

## Хронология саммитов
- 1986 — Версаль и Париж (Франция)

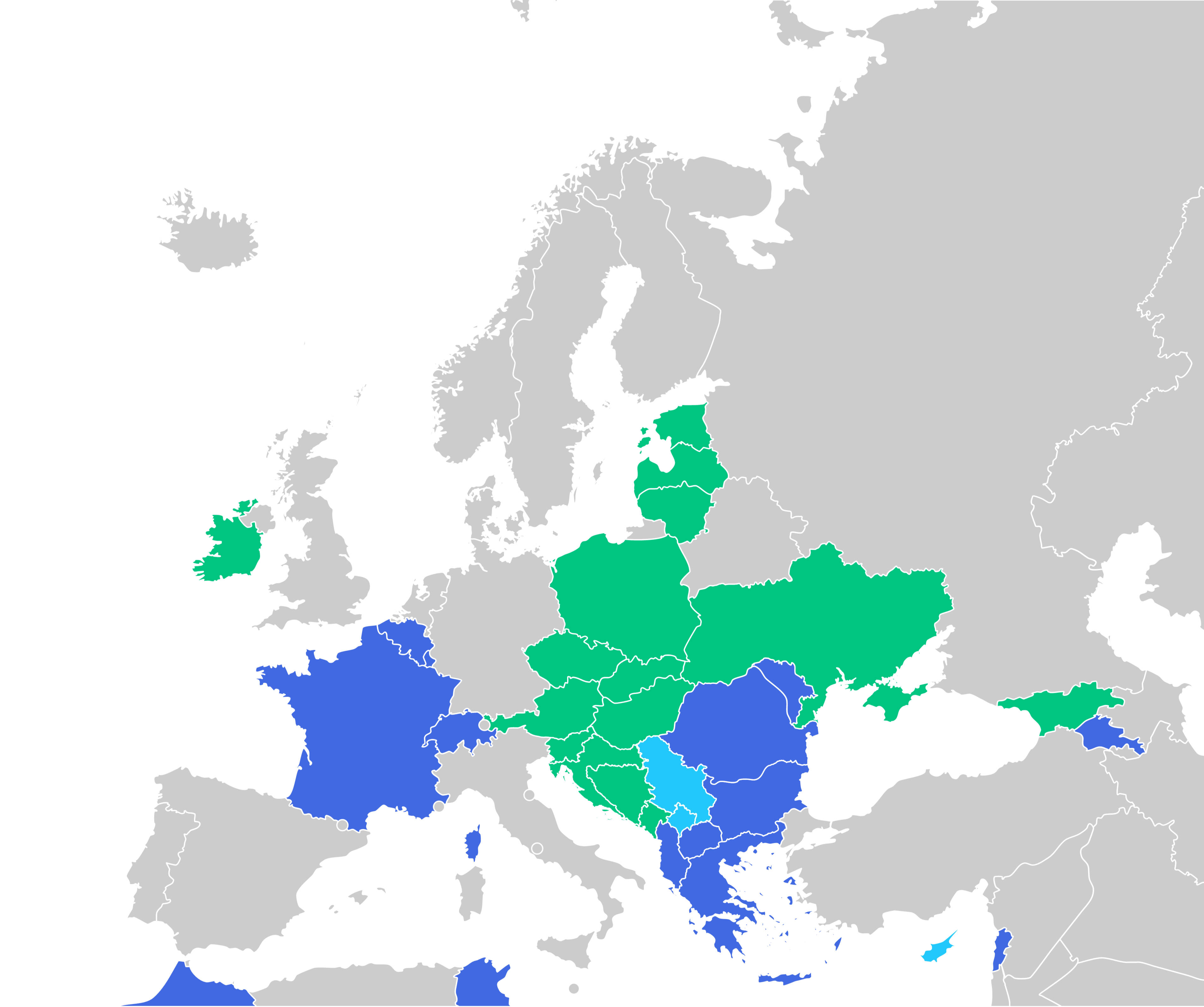
Государства в Европе, участвующие в организации:
Члены
Ассоциированные члены
Наблюдатели

- 1987 — Квебек (провинция Квебек, Канада)
- 1989 — Дакар (Сенегал)
- 1991 — Шайо (Париж, Франция)
- 1993 — Гран-Бэ (Маврикий)
- 1995 — Котону (Бенин)
- 1997 — Ханой (Вьетнам)
- 1999 — Монктон (Канада)
- 2002 — Бейрут (Ливан)
- 2004 — Уагадугу (Буркина-Фасо)
- 2006 — Бухарест (Румыния)
- 2008 — Квебек (провинция Квебек, Канада)
- 2010 — Монтрё (Швейцария)
- 2012 — Киншаса (Демократическая Республика Конго)
- 2014 — Дакар (Сенегал)
- 2016 — Антананариву (Мадагаскар)
- 2018 — Ереван (Армения)
- 2020 — Тунис (Тунис)

## Франкофония и некоторые проблемы мировой политики
Политизация МОФ в большой степени выражается в её активном участии (попытках участия) в важнейших делах мировой политики. Особенно знаменательны в этом отношении Саммиты в Бейруте (2002 г.) и Уагадугу (2004 г.). Причины политической активизации МОФ со времени Бейрутского Саммита являются как объективными, так и субъективными.
Очевидно, что к первым относятся теракты 11 сентября 2001 г. в США, резкое возрастание террористической угрозы, обострение вопроса по Ираку.
Ко вторым можно отнести общий курс МОФ на усиление влияния в мире, наиболее явно обнаружившийся ещё с Саммита в Ханое (1997 г.). В столице Ливана была принята Бейрутская декларация, затронувшая важнейшие вопросы мировой политики. В декларации важнейший принцип МОФ — диалог культур — провозглашается в качестве главного фактора установления мира и борьбы с терроризмом, и превращается, таким образом, в реальный политический инструмент. В частности, главы государств и правительств заявили: «Мы убеждены, что диалог культур составляет необходимое условие в поиске мирных решений и позволяет бороться против… нетерпимости и экстремизма». Тот же тезис выдвигает и Жак Ширак: «Диалог культур — лучшее противоядие от риска столкновения цивилизаций».
По проблеме ближневосточного урегулирования министры напомнили о необходимости «немедленного возобновления мирного урегулирования на базе принципов, согласованных на конференции в Мадриде, и соответствующих резолюций ООН». МОФ поддержала арабскую мирную инициативу, в том числе относительно территорий в обмен на мир и относительно палестинских беженцев (план принца Саудовской Аравии Абдаллы Бен Абдель Азиза, требующий полного урегулирования палестинской проблемы и освобождения территорий, оккупированных в 1967 г.). Расценив арабскую инициативу как «наиболее приемлемый план, чтобы прийти к правильному, стабильному и глобальному решению в регионе», поддержав ливанский народ в его усилиях перед лицом различных вызовов, сделав возможным участие Алжира в делах МОФ, Франкофония укрепила связи с арабским миром.
Одним из центральных вопросов, затронутых МОФ, являлась иракская проблема. Главы государств и правительств заявили: «Мы защищаем главенствующую роль международного права и… ООН и напоминаем о коллективной обязанности решения иракского кризиса, а Ираку — полного соблюдения всех его обязательств». МОФ напомнила о том, что Ирак согласился на возобновление деятельности инспекций ООН. Государства-члены выступили категорически против применения силы. Ж. Ширак, в частности, заявил, что решение о применении силы «может быть принято только в случае законной самообороны или по решению международных компетентных инстанций. Речь может идти о том, чтобы заставить Ирак уважать свои обязательства, возобновить мирный палестино-израильский процесс, урегулировать конфликты в Африке, но одна и та же логика должна нас вдохновлять, потому что только она нас уверенно гарантирует от авантюристических соблазнов». Последнее словосочетание, очевидно, относится к попыткам США и Великобритании провести через СБ ООН решение о силовом вмешательстве в Ираке. Франция в этой обстановке была в центре деятельности по срыву всех инициатив Буша и Блэра, и логично, что ей удалось провести в МОФ решение об осуждении попыток силового вмешательства. При этом причины действий Парижа, для которого очень важен культурный фактор во внешней политике, кроются не столько в реалистических попытках утвердиться в статусе великой державы, сколько в мировоззренческих, в том числе и лингвистических несовпадениях между США и Францией. Противостояние протекает «на фоне противостояния либерально-оптимистической картины мира… и концепции необходимой многополярности».
И в этом контексте решения Бейрутской декларации не выглядят пустым звуком: они отражают культурные противоречия между франкофонным миром и США, олицетворяющими глобализм и гегемонизм. Антагонизмы очевидны: культурное разнообразие как путь к миру против «столкновения цивилизаций» и интервенционизма; поддержка арабского мира и боязнь исламской угрозы. МОФ позиционирует себя как истинного защитника демократии, между тем как США, по мнению Бутрос-Гали, отошли от великого прошлого (Вильсон как отец Лиги Наций, Рузвельт — один из авторов ООН) и стали «единственными жандармами планеты». Таким образом, противоречия между Франкофонией и США (символом глобализма) наполнились на Саммите в Бейруте конкретным политическим содержанием. Ещё одним важным вопросом, обсуждавшимся в Ливане, было положение в Кот-д’Ивуаре. МОФ осудила попытку захвата власти в стране насильственным путём, призвала воздержаться от насилия и разрешать конфликт исключительно мирными средствами. МОФ поддержала усилия CEDEAO (Экономическое сообщество государств западной Африки) по установлению диалога между сторонами как единственного пути к примирению, а также посреднические действия генерального секретаря МОФ. МОФ приветствовала образование 9 июля 2002 г. в Дурбане Африканского Союза. Франкофония видит в АС далеко идущие перспективы. А. Диуф считает, что современная ситуация требует того, чтобы Африка стала конфедерацией, чтобы здесь учреждались общие экономические, социальные, юридические пространства. В противном случае отдельные маленькие государства не смогут преодолеть кризис и интегрироваться в глобальный мир, будут продолжаться разрушительные переделы границ. Однако «бесполезно надеяться навязать конфедерацию сверху». Отсюда следует необходимость развития гражданских инициатив (деятельность неправительственных организаций, участие молодёжи, женщин и др.), которыми как раз и занимается МОФ. Следовательно, МОФ пытается участвовать в определении судьбы Африки в партнёрстве с АС и CEDEAO, явно демонстрируя желание так или иначе консолидировать африканские государства (о языковом признаке речи не идёт здесь вообще). В Бейрутской декларации также приветствуется принятие АС Нового партнёрства для развития Африки (NEPAD), а также утверждение Плана действий для Африки на Саммите G8 в Кананаскисе в июне 2002 г. и говорится о необходимости согласования всех этих проектов и действий МОФ.
Следующим Саммитом, который тоже важен в политическом отношении, стал Саммит в Уагадугу. На нём была принята Декларация Уагадугу, значительная часть которой посвящена разрешению региональных конфликтов. По вопросу ближневосточного урегулирования в ней заявлено, что главы государств и правительств МОФ «приняли резолюцию, призывающую к возобновлению процесса мирного урегулирования и мобилизации международного сообщества, чтобы облегчить проведение выборов на палестинских территориях», а также поддержали усилия по созданию на Ближнем Востоке зон, свободных от оружия массового разрушения, согласно резолюциям ООН. По Ираку была подтверждена приверженность принципу территориальной целостности и установления полного суверенитета государства, все стороны были призваны следовать резолюции 1546 СБ ООН, МОФ приветствовала декларацию, принятую на международной конференции в Шарм-эш-Шейхе (23 ноября 2004) по будущему Ирака. Декларация вынесла ряд суждений относительно процессов мирного урегулирования в Гаити, Кот-д’Ивуаре, Гвинее-Бисау, Сан-Томе и Принсипи, Экваториальной Гвинее, районе Великих Озёр, ЦАР, провинции Дарфур в Судане. По ситуации в этих государствах или регионах идёт тесное сотрудничество между МОФ и ООН, АС, СПЯС, CEDEAO, ЕС, кроме того, знаменательно, что в центре внимания МОФ оказались не столько бывшие колонии, сколько все проблемные регионы Африки, что отражает все растущую активизацию «африканского направления» её политической деятельности.
Таким образом, в деятельности МОФ последних лет нашли отражение многие важнейшие процессы мировой политики, чему благоприятствуют как важные объективные движения в международных отношениях, так и стремление к усилению политической роли самой МОФ. При этом культурно-лингвистические и политические факторы тесно переплетены и, в целом, противостоят аналогичным факторам политики Запада, прежде всего США. Такие противоречия глубоки и лежат не столько в сфере реализма, сколько мировоззренчески-постмодернистских несовпадений. Активная внешняя политика Франции, в которой важное место занимает культурный фактор и которая во многом реализуется в рамках МОФ, способствует наполнению этих противоречий реальным и потенциально значимым содержанием.

## Страны-участники
- Албания
- Андорра
- Армения
- Бельгия
 ∟  Французское сообщество Бельгии (сообщество; составная, федеральная, часть Королевства Бельгия, по Конституции Королевства Бельгия)
- Бенин
- Болгария
- Бурунди
- Вануату
- Вьетнам
- Габон
- Гаити
- Гана
- Гвинея
- Гвинея-Бисау
- Греция
- Демократическая Республика Конго
- Джибути
- Доминика
- Египет
- Кабо-Верде
- Камбоджа
- Камерун
- Канада
 ∟  Нью-Брансуик (провинция Канады)
 ∟  Квебек (провинция Канады)
- Катар (ассоциированный член организации)
- Кипр
- Коморы
- Республика Конго
- ДР Конго
- (бывшая часть Югославии; де-факто самостоятельная республика; независимость оспаривается Сербией, но гарантирована США, Канадой и странами ЕС, входящими в НАТО)
 ∟  Косово (ассоциированный член организации)
- Кот-д’Ивуар
- Лаос
- Ливан
- Люксембург
- Маврикий
- Мавритания
- Мадагаскар
- Марокко
- Молдова
- Монако
- (заморская территория Франции с особым статусом и её составная часть)
 ∟  Новая Каледония (ассоциированный член организации)
- ОАЭ (ассоциированный член организации)
- Руанда
- Румыния
- Сан-Томе и Принсипи
- Северная Македония
- Сейшельские Острова
- Сенегал
- Сент-Люсия
- Сербия (ассоциированный член организации)
- Тунис
- Франция
- Центральноафриканская Республика
- Чад
- Швейцария
- Экваториальная Гвинея

Наблюдатели:
- Австрия
- Ангола
- Аргентина
- Босния и Герцеговина
- Венгрия
- Гамбия
- Грузия
- Доминиканская Республика
- Ирландия
- Коста-Рика
- Латвия
- Литва
- (штат США)
 ∟  Луизиана
- Мальта
- Мексика
- Мозамбик
- (провинция Канады)
 ∟  Новая Шотландия
- (провинция Канады)
 ∟  Онтарио
- Польша
- Республика Корея
- (земля ФРГ)
 ∟  Саарланд
- Словакия
- Словения
- Таиланд
- Украина
- Уругвай
- (заморское сообщество Франции, её составная часть)
 ∟  Французская Полинезия
- Хорватия
- Черногория
- Чехия
- Чили
- Эстония

## Исполнительные агентства
Франкофония располагает пятью исполнительными учреждениями (агентствами) для выполнения своего мандата: Ассоциация франкофонских университетов (фр. l'Agence Universitaire de la Francophonie, AUF), TV5 Monde, Международная ассоциация мэров-франкофонов (фр. l’Association Internationale des Maires Francophones, AIMF)), Ассоциация франкофонов-сотрудников международных организаций (фр. l'Association des Fonctionnaires Francophones des Organisations Internationales, AFFOI) и Университет Сенгора в Александрии (Египет).